# Mortonagrion amoenum
Mortonagrion amoenum là một loài chuồn chuồn kim trong họ Coenagrionidae.
Mortonagrion amoenum được Ris miêu tả khoa học năm 1915.